# مرفأ جبلة
مرفأ جبلة القديم هو مرفأ صيد صغير يقع في مدينة جبلة شمال غرب سوريا على ساحل البحر الأبيض المتوسط الشرقي. يتألف المرفأ من مكسر رئيسي وحوض داخلي ومرتفع صخري شُيِّد فوقه برج، ويستخدمه السكان المحليون حالياً لصيد السمك. وهو يقع حالياً قبالة وسط البلدة القديمة. هذا المرفأ قديم وأثري، إلا أنه مخصص حالياً لمراكب الصيد بشكل أساسي، كما عملت شركة الإسكان العسكرية باللاذقية على توسعته في السنوات الأخيرة لكي يتمكَّن الأهالي من استعماله للتنزّه، وقد كلَّفت التوسعة نحو 60 مليون ليرة سورية.
يعود تاريخ ميناء جبلة إلى العهد الفينيقي قبل 3,500 سنة، حيث حفر بالصَّخر ليكون من الموانئ المبكرة على ساحل البحر المتوسط الشرقي. وعندما سيطر الصليبيون على الشام خلال الحملات الصليبية قاموا بترميم رصيفه الشماليّ لاستعماله. ولا تزال الكثير من المواقع الأثرية قائمةً حوله، مثل قصر أديب وتل المصيطبة، كما كانت هناك قبة المغاوري حتى وقتٍ قريب قبل أن تطمر أثناء بناء شارع الكورنيش البحري. أدَّت التوسعات الحديثة إلى خسارة المرفأ لشكله الدائري الطبيعي وطمس الكثير من معالمه القديمة.